# Littéraire-Witte-Preis
Der Littéraire-Witte-Preis (Littéraire Witte Prijs) ist ein niederländischer Literaturpreis der Stadt Den Haag, der 1977 zum 175-jährigen Bestehen von der Nieuwe of Littéraire Sociëteit De Witte in ’s-Gravenhage eingestellt wurde.
Mit dem Preis werden Romane, Novellen, Gedichtbände oder Essays ausgezeichnet, die von einem Den Haager Autor geschrieben wurden oder die sich mit einem Den Haager Thema befassen. Der Preis wird alle zwei Jahre verliehen, das Preisgeld beträgt 5.000 Euro. Außerdem erhält der Preisträger einen Ehrenpfennig (legpenning). Die Preisverleihung findet jeweils im März in der Sociëteit De Witte, Plein 24 in Den Haag statt.

## Preisträger
- 2016: Alexander Münninghoff für De Stamhouder[1]
- 2014: Gerard Koolschijn für Geen sterveling weet[2]
- 2012: Tomas Lieske für Alles kantelt[3]
- 2010: Wim Willems für Tjalie Robinson. Biografie van een indo-schrijver en Schrijven met je vuisten. Brieven van Tjalie Robinson[4]
- 2008: Henk Nellen für Hugo de Groot. Een leven in strijd om de vrede 1583-1645
- 2006: Annejet van der Zijl für Sonny Boy
- 2004: Frans Blom für Constantijn Huygens. Mijn leven verteld aan mijn kinderen
- 2002: Cees Fasseur für Wilhelmina. De jonge koningin und für Wilhelmina. Krijgshaftig in een vormeloze jas
- 2000: Kees van Kooten für Levensnevel
- 1997: Jan Siebelink für Vera
- 1995: Bart van der Boom für Den Haag in de Tweede Wereldoorlog
- 1993: nicht verliehen
- 1991: Margaretha Ferguson für Angst op Java
- 1989: Helga Ruebsamen für Op Scheveningen
- 1987: Elisabeth Keesing für Het volk met lange rokken
- 1985: Rico Bulthuis für De koorddansers
- 1983: Inez van Dullemen für das Gesamtwerk
- 1981: F.L. Bastet für Een zuil in de mist
- 1979: Jozef Eyckmans für De omtrek van een woord
- 1977: Hella S. Haasse für Een gevaarlijke verhouding of Daal-en-Bergse brieven